# История железнодорожного транспорта в ЦАР
История железнодорожного транспорта в Центральноафриканской Республике ограничивается ныне разрушенной короткой линией и двумя проектами строительства железнодорожных линий, которые не были реализованы.

## Железная дорога Зинга-Монго
Единственная железная дорога, построенная на территории Центральноафриканской Республики, пролегала от города Зинга до Монго. Её длина составляла всего 7,5 км. Она действовала с 1930 года и была разрушена около 1960 года в ходе беспорядков, связанных с борьбой за независимость Центральной Африки. Вместо железной дороги стал использоваться канал глубиной 2,5 м, завершённый к 1962 году. Дорога была узкоколейной. Строительство осуществляла Генеральная транспортная компания Экваториальной Африки (фр. Compagnie Générale de transport en Afrique Equatoriale). 11 апреля 2006 года остатки железной дороги Зинга-Монго были занесены в Предварительный список Всемирного наследия ЮНЕСКО, в категории «Культура».

## Проект железной дороги Банги-Форт-Лами
В 1958 году, в период автономии Центральной Африки в составе Французского сообщества, было запланировано строительство железной дороги от Банги до Форт-Лами (ныне Нджамена, Чад), длиной около 870 км. В связи с начавшейся борьбой за независимость проект не был реализован.

## Проект железной дороги Криби-Банги
Линия от порта Криби в Камеруне до Банги была спроектирована в 2002 году. Этот проект так и не был реализован.